# Богеншперк (Шмартно-при-Літії)
Богеншперк (словен. Bogenšperk) — поселення в общині Шмартно-при-Літії, Осреднєсловенський регіон, Словенія. 
Висота над рівнем моря: 422,5 м.